# Мандельштам, Пауль Гиршевич
Па́уль (Фа́йвел) Ги́ршевич Мандельшта́м (при рождении Файвуш Гиршевич Мандельштам, латыш. Pauls Mandelštams; 1872, Жагаре, Ковенская губерния — 1941, Рига) — рижский гражданский инженер и архитектор.

## Биография
Родился в 1872 году в местечке Жагоры Шавельского уезда Ковенской губернии (ныне Жагаре в Ионишкском районе Литвы).
Учился в Рижской Александровской мужской гимназии. По окончании поступил в Рижское политехническое училище (с 1896 года — политехнический институт) и учился на механическом (1891—1892) и архитектурном (1892—1898) отделениях. Принимал участие в проектировании рижского электрического трамвая (1901—1902). Руководил строительством рижского водопровода (1903—1904). По его проектам в Риге построено более 70 жилых и общественных зданий в различных архитектурных стилях, распланировано новое еврейское городское кладбище «Шмерли».
Погиб вместе с женой Софией Борисовной (Бенцелевной) Мандельштам (урождённой Брауде, 1881—1941) и сыновьями Евгением (1909—1941) и Виктором-Максимилианом (1907—1941) в 1941 году, во время немецкой оккупации, в Рижском гетто.

## Основные работы

Жилой дом на улице Калею, 23

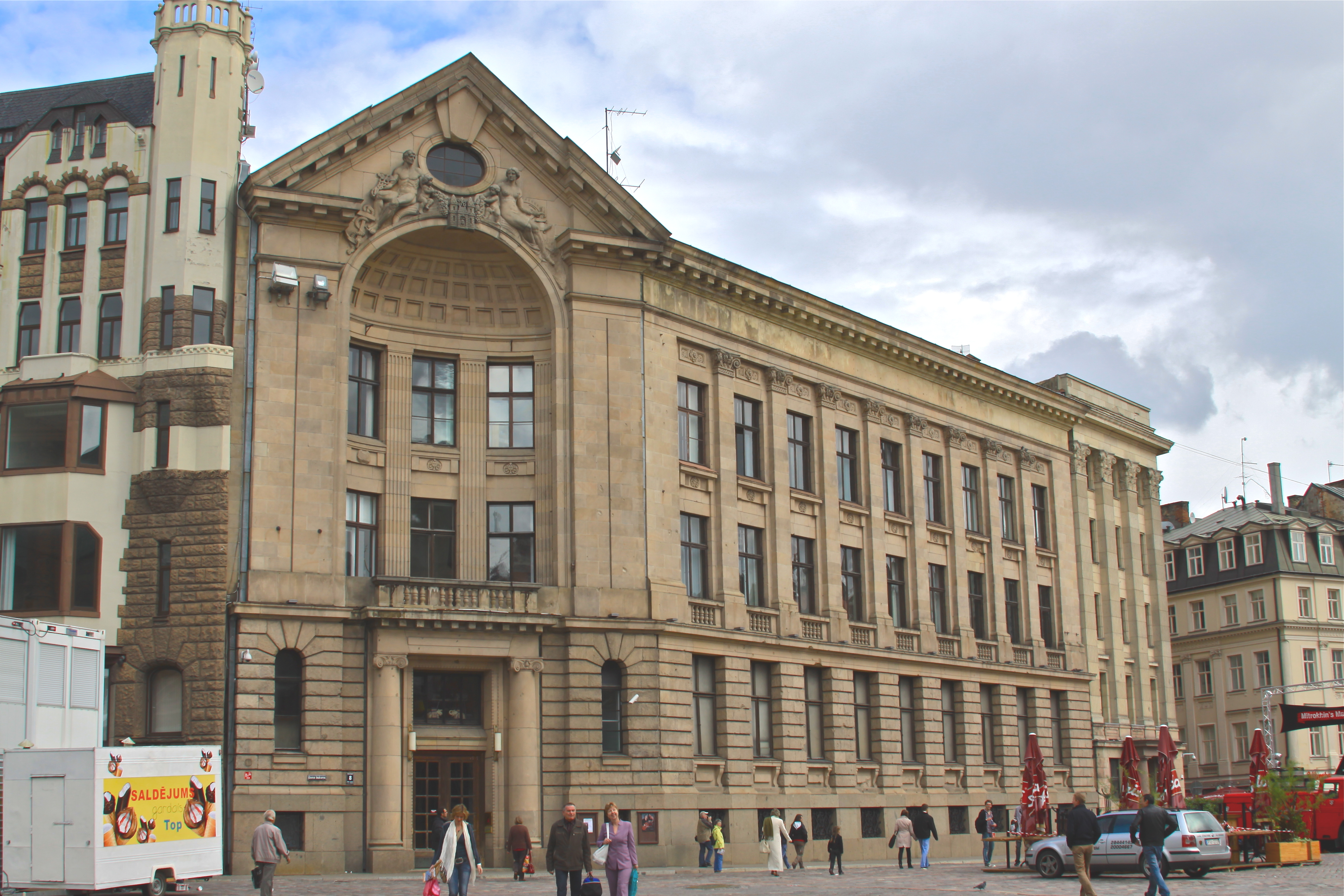
Здание Латвийского радио в Риге. Домская площадь, д. 8

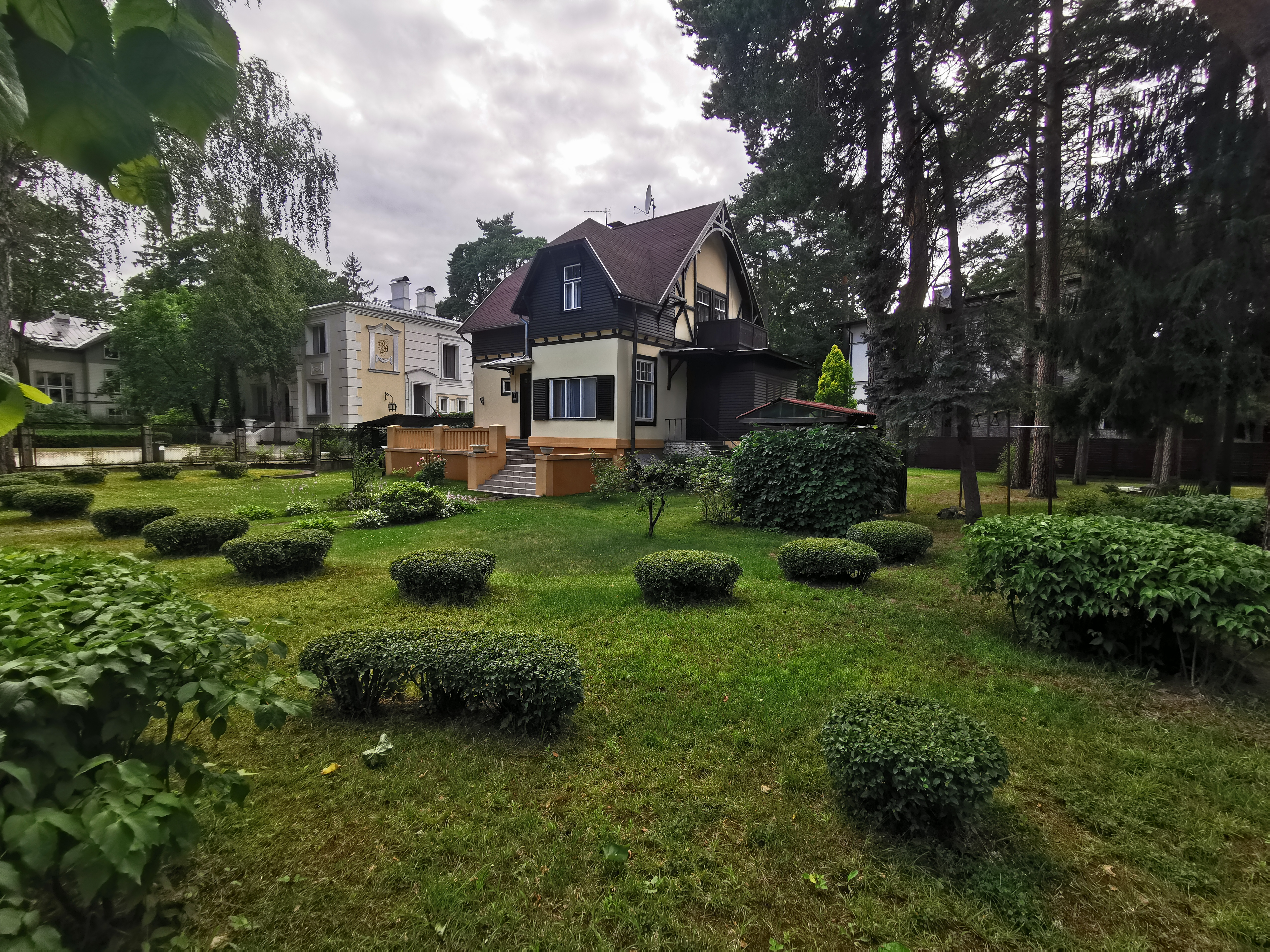
Вилла Мейерс (1903 год). Межапарк, улица Аннас Саксес, 6

Основная масса зданий Мандельштама выполнена в стиле модерн (югендстиль), позднее он обратился к функционализму.

##### Эклектичный югендстиль
- Жилой дом на улице Стабу, 30 (1899)
- Трамвайное депо на улице Фридриха, 2 (1900)
- Коммерческое училище на ул. Альберта, 10 (1903)
- Доходный дом на ул. Ноликтавас, 3 (1903)
- Доходный дом на улице Александровской, 141 (1903)
- Доходный дом на улице Калею, 23 (1903)
- Еврейское ремесленное училище на Казачьей улице, 2 (1904)

##### Югендстиль[14]
- Жилой дом на улице Калею, 23 (1903)
- Вилла Мейерс, улица Аннас Саксес 6, район Межапарк (1903)
- Доходные дома на улице Марсталю, 28 (1906) и 16 (1907)
- Переплётная мастерская и книжный склад на улице Акас, 5/7 (1911)
- Жилой дом на улице Авоту, 8 (1926)
- Доходный дом на улице Артилерияс, 3 (1908)
- Доходный дом на улице Минстереяс, 8/10 (1909)
- Доходный дом на Романовской улице, 7 (1909)
- Доходный дом на Ревельской улице, 10 (1910)
- Аудею, 2 (1910)
- Доходный дом на улице Марияс, 2 (1911)
- Магазин на улице Грециниеку, 8 (1911)
- Доходный дом на улице Дзирнаву, 132 (1912)
- Конторское здание на ул. Калькю, 22 (1912)\
- Еврейский клуб и театр на ул. Школьной, 6 (совместно с Э. Тромповским, 1913—1914).

##### Неоклассический югендстиль
- Молельня на Старом еврейском кладбище (1903)[15]
- Синагога Зейлен-Шул на улице Стабу, 63 (1906, неороманская стилизация)
- Магазин на улице Калею, 5 (1926)
- Банк на Домской площади (1926) — ныне здание Латвийского радио

##### Функционализм
- Жилой дом с магазином на улице Элизабетес, 51 (1928)
- Особняк на проспекте Межа, 40 (1930)